# Acraea duplicatus
Acraea duplicatus är en fjärilsart som beskrevs av Stoneham 1943. Acraea duplicatus ingår i släktet Acraea och familjen praktfjärilar. Inga underarter finns listade i Catalogue of Life.